# Duga Poljana (Gadžin Han)
Pour les articles homonymes, voir Duga Poljana.
Duga Poljana (en serbe cyrillique : Дуга Пољана) est un village de Serbie situé dans la municipalité de Gadžin Han, district de Nišava. Au recensement de 2011, il comptait 25 habitants.

## Démographie
| 1948 | 1953 | 1961 | 1971 | 1981 | 1991 | 2002 | 2011 |
| ---- | ---- | ---- | ---- | ---- | ---- | ---- | ---- |
| 340  | 341  | 247  | 139  | 97   | 63   | 60   | 25   |

|  |